# Greta Brotherus
Greta Brotherus, född 27 mars 1915 i Helsingfors och död 11 december 1999 i Helsingfors, var en finländsk journalist och teaterkritiker.
Brotherus började som vissångerska och recitatris 1938, blev fil.kand. 1939, genomgick Svenska Teaterns elevskola 1938–1940 och verkade sedan som skådespelerska vid Svenska Teatern och Åbo Svenska Teater på 1940-talet. Som journalist började hon som filmkritiker vid Nya Pressen och arbetade där 1950–1968. Åren 1968–1980 verkade hon som teater-, film-, och radiokritiker vid Hufvudstadsbladet. I flera år var hon sekreterare i svenska barnfilmsjuryn, medlem i nordiska barnfilmsnämnden och filmcensurkommittén. Sakkunskap, temperament och engagemang utmärkte hennes recensioner.